# François-Eugène Mathieu
François-Eugène Mathieu, né le 11 mars 1908 à L'Ange-Gardien et mort le 13 juin 1992 à Sillery, est un comptable et homme politique québécois.
Il est maire de Saint-Charles-de-Charlesbourg de 1951 à 1953 et de Charlesbourg-Ouest de 1953 à 1969.
Il est le député de la circonscription de Chauveau à l'Assemblée législative du Québec pour l'Union nationale de 1966 à 1970.

## Biographie
Né le 11 mars 1908 à L'Ange-Gardien, François-Eugène Mathieu est le fils de François Mathieu, contremaître, et de Diana Lortie. Il étudie à L'Ange-Gardien, au Séminaire de Québec et à l'Université Laval. Il est icencié en philosophie et en sciences commerciales.
En 1951, il devient maire de Saint-Charles-de-Charlesbourg, poste qu'il assume jusqu'en 1953 lorsque la municipalité de Charlesbourg-Ouest est constitué par son détachement de la municipalité de Saint-Charles-de-Charlesbourg. Il est élu par acclamation maire de cette nouvelle municipalité le 21 janvier 1953 et le restera jusqu'au 6 octobre 1969.
Candidat de l'Union nationale dans la nouvelle circonscription de Chauveau lors des élections générales québécoises de 1966, il est élu député à l'Assemblée législative du Québec le 5 juin 1966. Son parti, sous la direction de Daniel Johnson, est porté au pouvoir et forme un gouvernement majoritaire. Il est nommé ministre d'État à la Famille et au Bien-être social dans le gouvernement Johnson. Il maintient son poste dans le gouvernement Bertrand à la mort de Johnson. Il est défait lors des élections de 1970 par le candidat libéral André Harvey, terminant au 4e et dernier rang.